# Juan Belaieff
Juan Belaieff, nacido Iván Timoféievich Beliáiev (translitera al cirílico Ива́н Тимофе́евич Беля́ев) (San Petersburgo, 19 de abril de 1875-Asunción, 19 de enero de 1957), fue un geógrafo, antropólogo, lingüista, y oficial ruso afincado en el Paraguay después de la revolución bolchevique de 1917. Renombrada figura que prestó notoriedad al importante aflujo inmigratorio proveniente del imperio zarista.

## Carrera militar e inmigración
Iván Timoféievich Beliáiev nació en 19 de abril de 1875. A temprana edad inició la carrera militar. Tuvo brillante actuación en la infantería rusa en la Primera Guerra Mundial (1914). Recibió la condecoración Cruz de San Jorge.
Con la victoria de las fuerzas revolucionarias populares, derrocado el régimen imperial y producido el asesinato del zar Nicolás II y su familia, abandonó su patria acompañando el primer grupo de militares y técnicos que encontraron asilo en el Paraguay. 
Estos inmigrantes llegados en 1924, eran conocidos como rusos blancos para diferenciarlos de los otros, los sublevados, los rojos. Desde su afincamiento adoptaron el nuevo país como propio, identificándose de inmediato con sus acuciantes necesidades.

## Vida en Paraguay
Dadas las brillantes condiciones profesionales de Belaieff, fue invitado a colaborar con el ejército paraguayo, en principio como profesor en la Escuela Militar y poco después en la Sección Cartografía del Estado Mayor General.
Fue autorizado a invitar a doce científicos rusos para organizar la Facultad de Ciencias Físicas y Matemáticas

## Actuación en la Guerra del Chaco

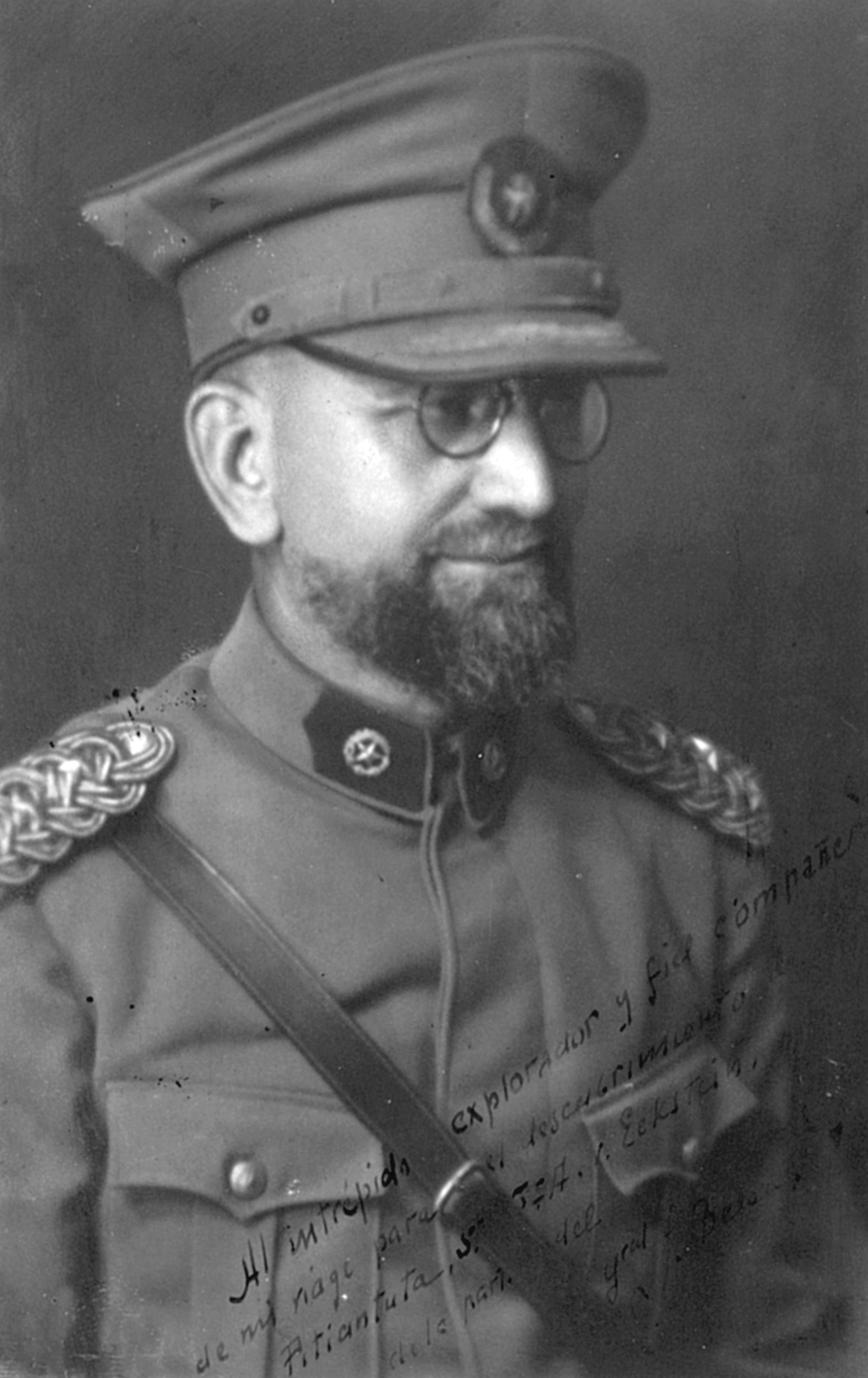
General Juan Belaieff

El gobierno paraguayo, preocupado por la penetración boliviana ordenó al oficial ruso practicar el relevamiento del Chaco para la futura ubicación de los fortines. Con este propósito realizó cuatro extensas expediciones hacia el interior de ese territorio.
Al estallar la guerra de 1932, el Paraguay disponía de un conocimiento bastante aproximado del terreno, merced a los apuntes del extraordinario caminante. Belaieff era entonces general de división honoris causa.
Sus estudios cartográficos fueron de relevante utilidad para el comando de operaciones. Estaban bien marcadas las aguadas como la laguna de Boquerón y de Pitiantuta, cuya posesión fue el detonante de las acciones guerreras.
Miguel Chase-Sardi apunta que el gobierno boliviano ofreció mil libras esterlinas a quien lo capturara vivo o muerto.
Es un hecho poco conocido (y menos reconocido) que Belaieff formó un cuerpo expedicionario con un numeroso grupo de indígenas maká, que estando en primera línea de fuego fue en gran parte colaborador para la victoria en la batalla de Nanawa, proporcionando la información indispensable para las decisiones de las fuerzas paraguayas. Este cuerpo, enteramente a su mando, desarrolló cantidad de acciones de exploración en la guerra. 
Finalizada la guerra y durante el gobierno de Rafael Franco del Partido Revolucionario Febrerista, fue declarado Ciudadano Hononario del Paraguay por el Decreto Ley Nª 3.402 del 11 de mayo de 1936.

## Trabajo con los Maka
Carlos Zubizarreta anota que la curiosidad científica de Belaieff y el aprecio al indígena, especialmente los makás, le revistieron de gran popularidad. Se identificó completamente con dicha etnia, hablándoles en su idioma y adoptando sus hábitos. Belaieff fue respetado como un líder espiritual de la parcialidad. 
Los makás aprendieron del ruso rudimentos de agricultura y la habilidad para servirse de animales domésticos. Terminada la guerra, el general Juan Belaieff, en un utópico intento de lograr la dignificación social del indígena se esforzó en asentarlos en la ribera del río Paraguay, frente al puerto Botánico, donde concurría habitualmente a prestarles asistencia.
Junto a Andrés Barbero fue uno de los fundadores de la Sociedad Indigenista del Paraguay. Dio amplia difusión a los trabajos etnográficos de León Cadogan y colaboró para la creación de colonias rusas en el Paraguay.
Su interés en la suerte de los indígenas y su extraordinaria ayuda técnica para la preparación de la defensa del Chaco lo convirtieron en una figura de gran renombre nacional.
La mayor parte de sus compatriotas militares tuvieron brillante participación en la campaña guerrera. Otros de ellos, se destacaron como catedráticos de gran altura académica, particularmente en matemática. 
Los rusos lucharon en la guerra con una entrega y temeridad sin límites. La historia recoge con veneración los nombres de los que cayeron en combate.

## Muerte
Juan Belaieff falleció en Asunción el 19 de enero de 1957. Por su propia determinación, sus restos fueron sepultados en la aldea de sus hermanos maká, en el asentamiento que ocupaban en una isla del río Paraguay, frente a la localidad de Zeballos Cué, a la altura del Jardín Botánico y Zoológico de Asunción. Cuando en los años 80 los maká fueron reubicados en un predio de Mariano Roque Alonso, en tierra firme, unos km río abajo, un grupo de ellos se quedó a vivir en la isla, para custodiar su tumba.Ese día la comunidad se sintió huérfana, hubo llanto y mucha tristeza. Fue nuestro protector, nuestro hermano y nuestro amigo”.
Y prosigue: “Nuestros antepasados nos dijeron que Belaieff era el mediador de Dios. Por eso, después de que murió, le orábamos para que le hiciera llegar a Dios nuestras peticiones”. El actual (a 2011) cacique maká es ahijado de Belaieff y su padre fue prácticamente criado por él.